# Variovorax durovernensis
Espèce
Variovorax durovernensis est une espèce de bactéries gram négatives de la famille des Comamonadaceae.

## Historique
Variovorax durovernensis a été découverte à la suite de l'admission dans un hôpital londonien d'un berger fiévreux. Les examens ont permis la visualisation d'une bactérie localisée dans l'aorte du malade. Après caractérisation par séquence  selon la technique du nanopore, la bactérie se révèle être une nouvelle espèce de Variovorax et être la première de ce genre bactérien à causer une infection chez l'homme.

## Description
La souche type de cette espèce est une bactérie aérobie, catalase positive et oxydase négative.

## Taxonomie
Le nom correct complet (avec auteur) de ce taxon est Variovorax durovernensis Alcolea-Medina et al. 2023.

### Étymologie
L'étymologie du nom spécifique de cette bactérie est lié au lieu probable de l'infection et est la suivante : du.ro.ver.nen’sis. L. masc./fem. adj. durovernensis, appartenant à Durovernum le nom latin de la ville de Canterbury, l'endroit où le berger a probablement été infecté par la bactérie. C'est à la demande du patient que la bactérie a été nommée d'après le lieu où vit le patient et où il a probablement été infecté.